# Blanca Jeannette Kawas
Blanca Jeannette Kawas Fernández (Tela, 17 de enero de 1946-Tela, 6 de febrero de 1995) fue una activista del medioambiente hondureña, conocida por su papel en el rescate de más de 400 especies de flora y fauna de Honduras durante sus últimos años hasta su asesinato. El Parque nacional Jeanette Kawas fue nombrado en su memoria.

## Biografía
Blanca Jeannette Kawas Fernández nació en municipio de Tela, en el departamento de Atlántida. Cursó sus estudios en la escuela Miguel Paz Barahona y consiguió su título de Perito Mercantil y Contador Público en 1967, posteriormente comenzó a trabajar en algunas instituciones financieras durante la década de 1970.
En 1977 contrajo matrimonio y entre 1977 y 1979 dio a luz a sus dos hijos. A principios de 1980 emigró con ambos a la ciudad estadounidense de Nueva Orleans, donde estudió computación, obtuvo de diversos certificados, premios y menciones por su logro y excelencia académica. 
A principios de 1990 comenzó su trabajo en la Asociación Hondureña de Ecología. Las actividades Jeannette Kawas y los progresos realizados para preservar 449 especies de plantas, la diversidad de flora y fauna, lagunas costeras, afloramientos rocosos, pantanos, manglares, costas rocosas, playas de arena y selva ubicadas en una franja costera de 40 kilómetros, fueron obstáculos para proyectos empresariales.

## Asesinato
Kawas realizó actos en contra del gobierno de Carlos Roberto Reina Idiáquez debido al otorgamiento de títulos de propiedad a campesinos y empresarios en las reservas de Punta Sal, hoy llamado Parque nacional Jeanette Kawas.
Dos días después de la protesta, el 6 de febrero de 1995, se encontraba en su casa, a las 7:45 p. m. Fue asesinada con arma de fuego por dos sospechosos, no identificados en su casa en el Barrio El Centro, en la ciudad de Tela, Atlántida. Entre los sospechosos de asesinato se encuentran el coronel Mario Amaya (conocido como Tigre Amaya), quien se habría reunido con el sargento Ismael Perdomo y Mario Pineda (también conocido como Chapín) en la jefatura de policía de Tela.

## Hechos posteriores
Como no había interés en los operadores de justicia de Honduras para aclarar las causas del asesinato, el 13 de enero de 2003, el Equipo de Reflexión, Investigación y Comunicación (ERIC) de la Compañía de Jesús y el Centro para la Justicia Internacional (CEJIL) enviaron a la Comisión Interamericana de Derechos Humanos, en las que responsabilizaba al Estado de Honduras por el asesinato de Kawas, Carlos Escaleras y Carlos Luna.
Eventualmente, el caso se sometió ante la Corte Interamericana de Derechos Humanos bajo el título de Caso Kawas Fernández vs. Honduras, donde legalmente se declaró la responsabilidad del Estado de Honduras en la persecución y el asesinato de la activista